# Geotrupes mutator
Geotrupes mutator (Marsham, 1802) è un coleottero che fa parte della famiglia delle Geotrupidae.

## Distribuzione e habitat
In Europa è diffuso in Italia, Spagna, Francia, Germania, Austria, Svizzera, Inghilterra, Repubblica Ceca, Belgio, Liechtenstein, Monaco, Lussemburgo, Slovenia, Polonia, Paesi Bassi, Ungheria, Portogallo e Slovacchia. Il suo areale si estende fino al caucaso, Iran e Kazakistan.

## Descrizione
La specie si presenta con un corpo allungato di color verde poco brillante con riflessi metallici, sia nella parte superiore che nella inferiore, alcuni esemplari tendono ad essere più scuri,ma restando sempre nella tonalità verde con più o meno riflessi metallici, e ha le zampe anteriori molto robuste; sono dei grandi scavatori e depongono le loro uova in grandi gallerie sotterranee.

## Alimentazione
Sono animali coprofagi sia allo stadio larvale che da adulti, questi ultimi scavano delle lunghe gallerie sotto gli escrementi di mammiferi di grossa mole, dove vengono deposte le uova.